# والدیر بندیتو
والدیر بندیتو (به پرتغالی: Valdir Benedito) هافبک اهل برزیل است که در شهر Araraquara و در تاریخ ۲۵ اکتبر ۱۹۶۵ به دنیا آمده‌است.
والدیر بندیتو در تیم‌های فوتبال Ferroviária سابقهٔ حضور دارد.